# 138 Pułk Piechoty (Imperium Rosyjskie)
138 Bołchowski pułk piechoty (ros. 138-й Болховский пехотный полк) – oddział piechoty Armii Imperium Rosyjskiego.

## Charakterystyka
Pułk został sformowany 13 października 1863 roku z 4 batalionu (rezerwowego) 38 Tobolskiego pułku piechoty oraz urlopowanych żołnierzy 5 i 6 batalionu tegoż oddziału. 25 marca 1864 roku Bołchowski pułk piechoty otrzymał numer „138". 7 kwietnia 1879 roku skład pułku został zwiększony do czterech batalionów.
Jednostka wzięła udział w wojnie rosyjsko-tureckiej (1877-1878), wojnie rosyjsko-japońskiej (1904-1905) i I wojnie światowej (1914-1917).
Pułk stacjonował w Riazaniu. Wchodził w skład I Brygady 35 Dywizji Piechoty (XVII Korpus Armijny). W latach 1910–1914 jednostką dowodził pułkownik Józef Kononowicz.

W  lipcu 1914, na bazie zalążków wydzielonych z pułku, w ramach 2 fali mobilizacyjnej, sformowany został rezerwowy 286 pułk piechoty.

138 pułk piechoty rozformowany został w 1918.
W latach 1915–1916 w batalionie zapasowym pułku służył Stanisław Zieliński.